# Scrophularia bourgaeana
Scrophularia bourgaeana é uma espécie de planta com flor pertencente à família Scrophulariaceae. 
A autoridade científica da espécie é Lange, tendo sido publicada em Prodr. Fl. Hispan. 2: 550 (1870).

## Portugal
Trata-se de uma espécie presente no território português, nomeadamente em Portugal Continental.
Em termos de naturalidade é endémica da Península Ibérica.

## Protecção
Não se encontra protegida por legislação portuguesa ou da Comunidade Europeia.